# تراسي نيفيل
تراسي نيفيل (بالإنجليزية: Tracey Neville) هي لاعبة كرة الشبكة بريطانية، ولدت في 21 يناير 1977 في بري ‏ في المملكة المتحدة.

## روابط خارجية
- تراسي نيفيل على موقع اتحاد ألعاب الكومنولث (مؤرشف) (الإنجليزية)